# Erzeparchie Tellicherry
Die Erzeparchie Tellicherry (lateinisch Archieparchia Tellicherriensis) ist eine in Indien gelegene Erzeparchie der syro-malabarischen Kirche mit Sitz in Tellicherry, Kerala.

## Geschichte
Die Erzeparchie Tellicherry wurde am 31. Dezember 1953 von Papst Pius XII. mit der Apostolischen Konstitution Ad Christi Ecclesiam aus Gebietsabtretungen des Bistums Calicut als Eparchie Tellicherry errichtet. Am 1. März 1973 gab die Eparchie Tellicherry Teile ihres Territoriums zur Gründung der Eparchie Mananthavady ab. Eine weitere Gebietsabtretung erfolgte am 28. April 1986 zur Gründung des Bistums Thamarasserry.
Die Eparchie Tellicherry wurde am 18. Mai 1995 von Papst Johannes Paul II. mit der Apostolischen Konstitution Spirituali bono zur Erzeparchie erhoben. Am 24. April 1999 gab die Erzeparchie Tellicherry Teile ihres Territoriums zur Gründung des Bistums Belthangady ab.

## Ordinarien

### Bischöfe der Eparchie Tellicherry
- Sebastian Valloppilly, 1955–1989
- George Valiamattam, 1989–1995

### Erzbischöfe der Erzeparchie Tellicherry
- George Valiamattam, 1995–2014
- George Njaralakatt, 2014–2022
- Joseph Pamplany, seit 2022